# Родна кућа народног хероја Добросава Радосављевића-Народа
Родна кућа народног хероја Добросава Радосављевића-Народа је грађевина која је саграђена током Другог светског рата. С обзиром да представља значајну историјску грађевину, проглашена је непокретним културним добром Републике Србије. Налази се у Салаш Ноћајски, под заштитом је Завода за заштиту споменика културе Сремска Митровица.

## Историја
Народни херој Добросав Радосављевић је рођен у овој кући 10. фебруара 1920. године. Сарачко тешнерски занат је изучио у Сремској Митровици. Поред разних дужности у радничком покрету је био и редовни посетилац Радничке читаонице у Лаћарку где је упознао и тадашње лаћарачке комунисте. Са својих седамнаест година је отишао у Београд и постао члан Уједињеног радничког синдикалног савеза Југославије, а следеће 1938. године је радио у руководству синдиката и постао члан Савеза комуниста Југославије. До 1940. је радио на оснивању и јачању партијских организација у Шапцу и шабачком округу. На Окружној конференцији Савеза комуниста Југославије за шабачки округ која је одржана 29. јуна 1941. је изабран за политичког секретара Окружног комитета. Под његовим руководством 16. јула 1941. на Бубањи код Глушаца је формиран Мачвански партизански одред. Руководио је целокупним пословима у одреду и на територији током 1941. и почетком 1942. године је радио на оживљавању партизанског покрета због чега је 14. марта 1942. у селу Петковици и затвора у Богатићу доведен у шабачки логор на Сави где је саслушаван и мучен и 2. априла исте године јавно обешен у кругу логора. Цела породица Радосављевић је активно учествовала у Народноослободилачком покрету Југославије и од пет укућана четворо је погинуло у току Народноослободилачке борбе народа Југославије. Родна кућа народног хероја Добросава Радосављевића-Народа је у централни регистар уписана 27. децембра 1999. под бројем СК 1572, а у регистар Завода за заштиту споменика културе Сремска Митровица 6. децембра 1999. под бројем СК 137.